# 幅巾
幅巾，是漢服的男女頭飾及韓服的男性頭飾，多用黑缯製作。
在中國，幅巾是一種流行的頭飾形式，受到社會各階層的歡迎。它在東漢時期的士大夫中尤為流行。明代和朝鲜王朝後期常用來配搭深衣，這種頭飾是兩班與儒生的象徵。
- 呂留良
- 李氏朝鮮儒學者宋時烈
- 朝鮮儒學者朴趾源
- 朝鮮儒學者權尚夏
- 朝鮮儒學者許穆
- 朝鮮儒學者金宗直
- 朝鮮儒學者韓石峰朝鮮儒學者韓石峰
- 江户儒學者藤原惺窩
- 江户儒學者林羅山
- 興宣大院君李昰應幅巾深衣本
- 朝鲜儒生

## 引注
1. ↑  Mai, Huijuan; Yang, Yimin; Jiang, Hongen; Wang, Bo; Wang, Changsui. . Journal of Cultural Heritage. 2017-10-01, 27: 116–124. ISSN 1296-2074. doi:10.1016/j.culher.2017.02.018 （英语）.